# Regionalwahl im Piemont 2014
Die Regionalwahl im Piemont 2014 fand am 25. Mai statt; der Regionalrat und der Präsident der Region wurden gleichzeitig gewählt.

## Wahlergebnis
| Kandidaten                    | Kandidaten                | Stimmen   | %    | Listen                                 | Stimmen   | %    | Mandate |
| ----------------------------- | ------------------------- | --------- | ---- | -------------------------------------- | --------- | ---- | ------- |
|                               | Sergio Chiamparinogewählt | 1.057.031 | 47,1 | Partito Democratico                    | 704.541   | 36,2 | 17      |
| Chiamparino per il Piemonte   | Sergio Chiamparinogewählt | 1.057.031 | 47,1 | 94.615                                 | 4,9       | 2    |         |
| Moderati per Chiamparino      | Sergio Chiamparinogewählt | 1.057.031 | 47,1 | 47.901                                 | 2,5       | 1    |         |
| Sinistra Ecologia Libertà     | Sergio Chiamparinogewählt | 1.057.031 | 47,1 | 40.873                                 | 2,1       | 1    |         |
| Scelta Civica                 | Sergio Chiamparinogewählt | 1.057.031 | 47,1 | 29.313                                 | 1,5       | 1    |         |
| Italia dei Valori             | Sergio Chiamparinogewählt | 1.057.031 | 47,1 | 13.658                                 | 0,7       | –    |         |
| Nicht gewählte Direktkandidat | Sergio Chiamparinogewählt | 1.057.031 | 47,1 | –                                      | –         | 11   |         |
| ↳ Gesamt                      | Sergio Chiamparinogewählt | 1.057.031 | 47,1 | 930.901                                | 47,8      | 33   |         |
|                               | Gilberto Pichetto Fratin  | 495.993   | 22,1 | Forza Italia                           | 302.743   | 15,5 | 6       |
| Lega Nord                     | Gilberto Pichetto Fratin  | 495.993   | 22,1 | 141.741                                | 7,3       | 2    |         |
| Partito Pensionati            | Gilberto Pichetto Fratin  | 495.993   | 22,1 | 13.837                                 | 0,7       | –    |         |
| Civica per il Piemonte        | Gilberto Pichetto Fratin  | 495.993   | 22,1 | 8.853                                  | 0,5       | –    |         |
| Verdi Verdi                   | Gilberto Pichetto Fratin  | 495.993   | 22,1 | 5.435                                  | 0,3       | –    |         |
| Destre Unite                  | Gilberto Pichetto Fratin  | 495.993   | 22,1 | 5.004                                  | 0,3       | –    |         |
| Grande Sud - Azzurri italiani | Gilberto Pichetto Fratin  | 495.993   | 22,1 | 1.676                                  | 0,1       | –    |         |
| Nicht gewählte Direktkandidat | Gilberto Pichetto Fratin  | 495.993   | 22,1 | –                                      | –         | 1    |         |
| ↳ Gesamt                      | Gilberto Pichetto Fratin  | 495.993   | 22,1 | 479.289                                | 24,6      | 9    |         |
|                               | Davide Bono               | 481.453   | 21,5 | Movimento 5 Stelle                     | 396.295   | 20,3 | 8       |
|                               | Guido Crosetto            | 117.807   | 5,2  | Fratelli d’Italia – Alleanza Nazionale | 72.776    | 3,7  | 1       |
|                               | Enrico Costa              | 67.025    | 3,0  | Nuovo Centrodestra - Unione di Centro  | 49.059    | 2,5  | –       |
|                               | Mauro Filingeri           | 25.193    | 1,1  | L’Altro Piemonte a Sinistra            | 19.467    | 1,0  | –       |
| Gesamt                        | Gesamt                    | 2.244.502 | 100  |                                        | 1.947.787 | 100  | 51      |